# Hostal del Cavaller
Hostal del Cavaller és un antic habitatge gòtic adaptat per usos comercials de Maçanet de la Selva (Selva) inclosa a l'Inventari del Patrimoni Arquitectònic de Catalunya.

## Descripció
Es tracta d'un immoble constituït per dues dependències. La primera d'aquestes, consta de dues plantes, amb vessant a la façana i cornisa catalana. La planta baixa consta d'un ampli portal del segle xvi, constituït per unes grans dovel·les de grans dimensions, així com per una obertura rectangular de llinda monolítica amb muntants de pedra. El primer pis, està articulat per tres obertures, les quals estan molt ben resoltes i treballades amb encert. L'obertura central del segle XV-XVI, és d'arc conopial, amb decoracions lobulades i amb les impostes de l'arc resoltes amb un baix relleu que conté temàtica humana i vegetal. Aquesta està flanquejada per dues obertures laterals: la primera, pròpia del segle xiii, és geminada de mig punt i amb decoració motllurada amb motius vegetals en l'imposta o arrencada de l'arc. La segona, pròpia del segle xiv, és geminada trevolada i conté també una sèrie de motius vegetals en l'imposta. Finalment, cal dir d'aquest primer cos, que la façana està resolta per mitjà d'un fals encoixinat de quadrets.
Pel que fa a la segona dependència, és completament annexa a la primera, amb la qual es comunica per mitjà d'un arc carpanell molt rebaixat. Consta també de dues plantes, la baixa disposa de tres obertures rectangulars cobertes amb un entramat romboidal, de l'arc carpanell que actua com a vincle de annexió i una petita obertura adovellada d'arc pla. Pel que fa al primer pis, tornem a trobar dues obertures adovellades d'arc pla, però sensiblement més grans que la que veiem en la planta baixa, i destacar l'obertura d'arc conopial florejat amb les impostes motllurades – aquesta seria la finestra que va ser extreta del seu emplaçament originari, i trasplantada a un nou emplaçament-. Igual que amb el primer cos, aquesta segona dependència també presenta un fals aparell encoixinat de quadrets.

## Història
En origen es tractava del Casal pertanyent a la nissaga de cavallers Puig. El 1329 apareix Pelegrí de Puig, el primer documentat. Continua la família fins al 1500 amb Antoni de Puig, que tenia l'escut d'armes a l'altar major de l'església parroquial. Aquest llinatge va perdurar fins al segle xviii amb Teresa Ribas i Puig. En el 1706, per herència va passar a la família Maig. D'aquests, en el 1736, a la família Sala fins al 1942, que av passar a la família Font. L'immoble va experimentar, entorn de finals del segle xx, una restauració important, que va consistir sobretot en una restitució de l'aspecte majestuós del casal amb la neteja i consolidació de la façana principal, la qual analitzant les fotografies compreses en el Quadern de la Revista de Girona sobre Maçanet, es pot comprovar com la façana estava molt bruta i deteriorada. Un dels mecanismes per a restituir aquesta noblesa visual va ser el fals aparell encoixinat de quadrets. Mirant detingudament les fotografies, també es pot comprovar com a apunt curiós, que durant la intervenció es va extreure una de les dues finestres d'arc conopial lobulada de la dependència principal i es va transportar a la segona dependència. Entre 1965-70 es va produir la restauració integral, que va afectar tant la basant externa com interna de l'immoble, amb la finalitat d'adaptar-lo a restaurant. L'obra va ser impulsada per Joan Cusell.